# 缅甸合耳菊
缅甸合耳菊（学名：Synotis birmanica）为菊科合耳菊属下的一个种。

## 扩展阅读
- 維基物種上的相關：缅甸合耳菊